# Соколово-Будзинське
Соколово-Будзинське (пол. Sokołowo Budzyńskie, нім. Jankendorf) — село в Польщі, у гміні Будзинь Ходзезького повіту Великопольського воєводства.
Населення — 531 особа (2011).
У 1975-1998 роках село належало до Пільського воєводства.

## Демографія
Демографічна структура станом на 31 березня 2011 року:
|          | Загалом | Допрацездатний вік | Працездатний вік | Постпрацездатний вік |
| -------- | ------- | ------------------ | ---------------- | -------------------- |
| Чоловіки | 280     | 64                 | 205              | 11                   |
| Жінки    | 251     | 44                 | 156              | 51                   |
| Разом    | 531     | 108                | 361              | 62                   |